# Arzal
Arzal (bret. Arzhal) to miejscowość i gmina we Francji, w regionie Bretania, w departamencie Morbihan.
Według danych na rok 1990 gminę zamieszkiwało 930 osób, a gęstość zaludnienia wynosiła 40 osób/km² (wśród 1269 gmin Bretanii Arzal plasuje się na 602. miejscu pod względem liczby ludności, natomiast pod względem powierzchni na miejscu 420.).